# The Authority (comics)
 (novembre 2016).
Si vous disposez d'ouvrages ou d'articles de référence ou si vous connaissez des sites web de qualité traitant du thème abordé ici, merci de compléter l'article en donnant les références utiles à sa vérifiabilité et en les liant à la section « Notes et références ».
Pour les articles homonymes, voir The Authority.
The Authority est une série de comics américaine créée par Warren Ellis (scénario) et Bryan Hitch (dessin).
Elle est éditée aux États-Unis chez Wildstorm, un label de DC Comics, et actuellement en France chez  Urban Comics.

## Synopsis
Authority est une équipe qui agit à grande échelle, et dans un contexte de destruction de masse. 
Les trois premiers arcs verront ainsi la destruction de trois métropoles mondiales, l'invasion de la Terre par une Terre parallèle suivie de la destruction d'un pays, ou encore le retour d'une entité divine décidée à récupérer la Terre. Ces premiers numéros, avec ce côté « comics d'action à grand spectacle », leurs scénarios parfois réduits à quelques mots ou à une idée, et une grande violence, ont un caractère novateur pour l'époque qui leur permet d'obtenir un grand succès.
Dès le départ, l'action d'Authority est éminemment politique : intervenant à l'échelle planétaire, l'équipe exerce une influence sur la politique internationale. Toutefois le premier scénariste Warren Ellis avait choisi de ne pas développer cet aspect, laissant l'interprétation à la discrétion du lecteur.
Ceci change avec l'arrivée sur le titre de l'équipe Mark Millar/Frank Quitely. Conservant les techniques narratives qui avaient fait le succès des premiers numéros, ils donnent à Authority un caractère irrévérencieux et quasi-révolutionnaire. Les héros combattent l'injustice sociale, n'hésitant pas à défier le pouvoir et à s'affranchir des lois lorsqu'ils l'estiment nécessaire. On les voit par exemple s'opposer violemment au gouvernement américain, qui ne supporte pas de les voir constamment interférer avec ses intérêts. La série aborde également des questions de société controversées. Ainsi deux des personnages forment un couple homosexuel marié qui adopte un enfant ; un autre personnage est confronté à de graves problèmes de toxicomanie, faisant une overdose à l'héroïne.
Ces thèmes audacieux contribuent largement au succès de la série, mais créent également de nombreuses polémiques aux États-Unis, tout particulièrement dans le climat succédant aux attentats du 11 septembre 2001. DC estime nécessaire de censurer le titre de plus en plus fréquemment, causant des reports de publication qui affectent négativement les ventes.
Après s'être arrêtée au numéro 29, la série a connu une relance avec un second volume qui n'a pas rencontré le succès. Elle a fait depuis l'objet de quelques one shots et crossover et dernièrement d'une mini-série Authority: Révolution.

## Les personnages
L'équipe d'Authority est constituée en bonne partie d'anciens membres de l'équipe secrète de Stormwatch Black (cf. Voir aussi), réunis par Jenny Sparks (déjà chef de l'ancienne équipe). Les personnages sont les suivants :
- Jenny Sparks, alias « l’esprit du XXe siècle ». Née avec le siècle, Jenny est une anglaise capable de manipuler l'électricité, faisant preuve d'un goût certain pour le tabac et l'alcool, et dotée d'un caractère bien trempé.

- Midnighter et Apollo qui représentent les pendants homosexuels de Batman et Superman ; ils vivent en couple. Avec son costume et son masque noir, The Midnighter représenterait alors Batman. Le cerveau du Midnighter a fait l'objet d'implants, et outre une aptitude au combat exceptionnelle, il peut anticiper tous les coups de ses adversaires avant que ces derniers ne puissent les réaliser. Concernant Apollo, ce dernier tire ses pouvoirs du rayonnement solaire. Il vole, peut émettre des rayons destructeurs de ses yeux et possède une force et une résistance illimitée. Apollo est à l'image de Superman. Là où certains comics, plus classiques, ne dévoileraient jamais les penchants de leurs héros, The Authority bouleverse tout et n'hésite pas à lever le voile sur les attirances sexuelles de ses personnages.

- Jack Hawksmoor, alias « le dieu des villes ». Il a été enlevé par des extra-terrestres qui ont pratiqué sur lui des interventions chirurgicales, en conséquence de quoi il existe un lien particulier entre lui-même et toute ville dans laquelle il se trouve. Ainsi, il se nourrit de la ville pour obtenir une force et une agilité surhumaine, peut altérer à volonté les infrastructures et l'architecture de la ville…

- L’ingénieur, au corps totalement modifié par la nanotechnologie. Elle peut ainsi recouvrir à volonté son corps de métal liquide et faire apparaître toutes sortes de machines.

- Le docteur, chaman halluciné et toxicomane pratiquant la magie. Il a hérité des pouvoirs magiques de tous les chamans qui l'ont précédé ; il peut ainsi voler et altérer la réalité.

- Swift, redoutable femme-oiseau.

- le Porteur, un vaisseau vivant, de 75 km de long et 50 km de large se déplaçant entre les dimensions (dans la Plaie), qui sert de base à l'équipe, découvert par le Docteur et l'Ingénieur.

## Équipes artistiques
The Authority Vol.1 : 29 numéros et un annual, édités entre 1999 et 2002.
- The Authority Vol.I #1 à 12
  - Scénario : Warren Ellis
  - Dessins : Bryan Hitch
  - Encrage : Paul Neary
  - Couleurs : Laura Depuy

- The Authority Vol.I #13 à 22, puis 27 à 29
  - Scénario : Mark Millar
  - Dessins : Frank Quitely (épisodes 13 à 16, 19 à 20, 22), Chris Weston (17 et 18), Art Adams (27 et 28), Gary Erskine (29)
  - Encrage : Trevor Scott (épisodes 13 à 16, 19 à 20, 22, 28), Garry Leach (17 et 18), Tim Towsend (27 et 28)
  - Couleurs : David Baron

- The Authority Vol.I #23 à 26
  - Scénario : Tom Peyer
  - Dessins : Dustin Nguyen
  - Encrage : Richard Friend, Jason Martin (épisodes 23,24,26), Derek Fridolfs (26)
  - Couleurs : David Baron

The Authority Vol.2 : 29 numéros édités entre 2003 et 2004.
The Authority Vol.3 : 2 numéros édités entre 2006 et 2007.
- Scénario : Grant Morrison
- Dessins : Gene Ha
- Encrage : Gene Ha

The Authority Vol.4 : 29 numéros édités entre 2008 et 2011.

## Publications francophones

### Soleil
1. Baptême du feu (2000) : Authority vol.1 #1-4
2. Invasion (2001) : Authority vol.1 #5-8

### Semic
- Authority nos 1-11 (2000-2002) : Authority #1-16, Planetary/Authority, Jenny Sparks #1-5

- Dans la collection « Semic Books »
  1. Nativité (2003) : Authority vol.1 #13-16  (ISBN 978-2-9140-8298-3).
  2. Enfer sur terre (2003) : Authority vol.1 #17-20  (ISBN 978-2-8485-7024-2)[3].
  3. Le Meilleur des mondes premier volet (2004) : Authority vol.1 #22-25  (ISBN 978-2-8485-7051-8).
  4. Le Meilleur des mondes second volet (2004) : Authority vol.1 #26-29  (ISBN 978-2-8485-7074-7).
  5. tome 5 (2005) : Authority Vol.2 #0-5  (ISBN 978-2-8485-7119-5).

### Panini
- Dans la collection « 100% Wildstorm »
  - Humains malgré tout (2007) : The Authority: Human on the Inside
  - Révolution tome 1 (2008) : The Authority Vol.3 #1-6
  - Révolution tome 2 (2008) : The Authority Vol.3 #7-12
  - Kev (2009) : Kev et More Kev #1-4
  - Kevin le magnifique (2010) : The Magnificent Kevin #1-5
  - L’Année perdue tome 1 (2011) : The Authority: Lost Year #1-7
  - L’Année perdue tome 2 (2011) : The Authority: Lost Year #8-12
  - Lobo / The Authority : Le Cahier spécial vacances (2011) : Lobo Paramilitary Christmas Special, Jingle Hell, Spring Break Massacre, Wildstorm Winter Special

- Dans la collection « Wildstorm Deluxe »
  - The Authority Vol.1 (2010) : Authority Vol.1 #1-12  (ISBN 978-2-8094-1332-8).
  - The Authority Vol.2 (2011) : Authority Vol.1 #13-22 et 27-29  (ISBN 978-2-8094-1918-4).

### Urban Comics
- Dans la collection « DC Essentiels »
  - The Authority tome 1 (2017) : The Authority Vol.1 #1-12  (ISBN 979-1-0268-1143-5).
  - The Authority tome 2 (2017) : The Authority Vol.1 #13-29  (ISBN 979-1-0268-1403-0).

## Continuité
The Authority est un spin-off de la série Stormwatch. Stormwatch était une organisation affiliée à l'ONU, constituée notamment de plusieurs équipes de méta-humains d'origines diverses, basée dans une station en orbite spatiale et dirigée par le Weatherman. Stormwatch a fini par être démantelée à la suite de la destruction de sa station spatiale et à plusieurs scandales, notamment à cause de son côté interventionniste et de son ingérence dans plusieurs affaires.
The Authority fait parfois écho à Planetary, autre série d'Ellis. Elles partagent un univers cohérent et que les équipes ont aussi partagé l'affiche dans un cross-over (sans toutefois se croiser, paradoxalement).
The Authority a donné naissance à la série The Monarchy et, par extension, à The Establishement. Elle a également donné naissance à une mini-série intitulée Jenny Sparks qui s'attarde sur les origines des membres de l'équipe et leur recrutement.